# 保罗圣芳济圣殿

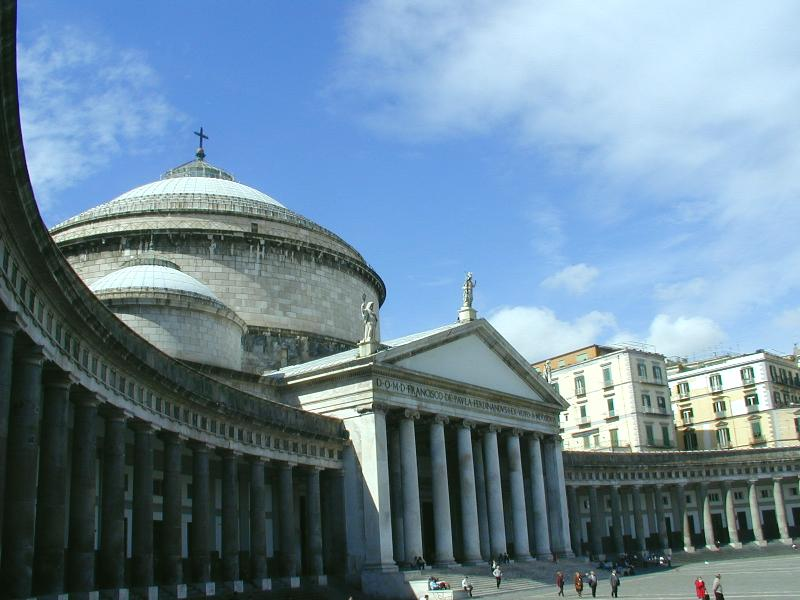
平民表决广场与保罗圣芳济圣殿

保罗圣芳济圣殿（意大利语：Basilica di San Francesco di Paola）是意大利南部城市那不勒斯的一座天主教堂，位于该市最大的广场，平民表决广场西侧。坐落在40°50′9″N 14°14′55″E / 40.83583°N 14.24861°E。
19世纪初，那不勒斯国王由波拿巴家族的国王若阿尚·缪拉开始建造，他规划了广场及其建筑以献给拿破仑。拿破仑失势后，波旁王朝复辟，斐迪南四世继续完成建筑，但是在1816年建成后归属教会，奉献给16世纪曾在此修道的保罗圣芳济。教堂模仿了罗马的万神庙，正立面和两边带有柱廊，穹顶有53米高。 
Template:那不勒斯地标